# Expeditie Gooris
Expeditie Gooris is een Vlaams realityprogramma over de familie Gooris die samen op reis gaat. Het programma wordt sinds 12 oktober 2021 op VTM 2 uitgezonden. In Nederland is het programma te zien op Videoland onder de alternatieve naam: Familie Pfaff-Gooris op reis.

## Overzicht
De familie Gooris, bestaande uit Sam Gooris, Kelly Pfaff, Shania en Kenji Gooris, gaat in het eerste seizoen op reis door Europa met een Volkswagenbusje. Ze bezoeken locaties die voor de familie een speciale betekenis hebben, zoals München, waar Jean-Marie Pfaff als doelman werkzaam was.
In seizoen 2 is gekozen voor een reis door de Verenigde Staten. Seizoen 3 startte op 8 januari 2024 en gaf verslag van een reis door Japan. Seizoen 4 speelt zich af in Australië en werd vanaf 23 januari 2025 uitgezonden.
| Seizoenen | Startdatum      | Einddatum        | Uitzenddag | Locatie(s)                         |
| --------- | --------------- | ---------------- | ---------- | ---------------------------------- |
| 1         | 12 oktober 2021 | 16 november 2021 | Dinsdag    | België, Duitsland, Kroatië, Italië |
| 2         | 10 januari 2023 | 14 februari 2023 | Dinsdag    | Verenigde Staten                   |
| 3         | 8 januari 2024  | 12 februari 2024 | Maandag    | Japan                              |
| 4         | 23 januari 2025 | 27 februari 2025 | Donderdag  | Australië                          |
| 5         | Nog onbekend    |                  |            |                                    |

### Seizoen 1
Seizoen 1 startte op 12 oktober 2021.
| Afl. | Uitzenddatum     | Locatie(s)                |
| ---- | ---------------- | ------------------------- |
| 1    | 12 oktober 2021  | München                   |
| 2    | 19 oktober 2021  | Dubrovnik                 |
| 3    | 26 oktober 2021  | Venetië                   |
| 4    | 2 november 2021  | Verona, Milaan, Gardameer |
| 5    | 9 november 2021  | Toscane                   |
| 6    | 16 november 2021 | Napels                    |

### Seizoen 2
Seizoen 2 startte vanaf 10 januari 2023 onder de titel Expeditie Gooris in Amerika.
| Afl. | Uitzenddatum     | Locatie(s)                                                      | Kijkcijfers |
| ---- | ---------------- | --------------------------------------------------------------- | ----------- |
| 1    | 10 januari 2023  | Bel Air, Venice Beach, Hollywood Boulevard, Santa Monica Pier   | 182.575     |
| 2    | 17 januari 2023  | Santa Barbara, Solvang                                          | 164.728     |
| 3    | 24 januari 2023  | San Francisco, Golden Gate Bridge, Alcatraz                     | Onbekend    |
| 4    | 31 januari 2023  | Sacramento, Quincy                                              | 193.892     |
| 5    | 7 februari 2023  | Lake Tahoe, Tonopah                                             | 213.264     |
| 6    | 14 februari 2023 | Death Valley, Zabriskie Point, Las Vegas, Kingman, Grand Canyon | 171.862     |

### Seizoen 3
Op 21 april 2023 werd het derde seizoen aangekondigd. Ditmaal reisde de familie Gooris richting Japan.
| Afl. | Uitzenddatum     | Locatie(s)                     | Kijkcijfers |
| ---- | ---------------- | ------------------------------ | ----------- |
| 1    | 8 januari 2024   | Tokio                          | 658.381     |
| 2    | 15 januari 2024  | Mishima, Hakone, Nagoya        | 657.297     |
| 3    | 22 januari 2024  | Nara, Koyasan, Osaka           | 574.875     |
| 4    | 29 januari 2024  | Kasteel Osaka, Okayama, Tamano | 566.501     |
| 5    | 5 februari 2024  | Hiroshima, Tottori, Mitake-En  | 564.024     |
| 6    | 12 februari 2024 | Kyoto                          | 470.518     |

### Seizoen 4
Op 24 maart 2024 maakte Kelly Pfaff in een podcast bekend dat er een vierde seizoen zou komen. De reisbestemming, Australië, werd op 17 augustus 2024 aangekondigd. Het vierde seizoen is vanaf 23 januari 2025 te zien op VTM 2 onder de titel Expeditie Gooris in Australië.
| Afl. | Uitzenddatum     | Locatie(s)                                                                        | Kijkcijfers |
| ---- | ---------------- | --------------------------------------------------------------------------------- | ----------- |
| 1    | 23 januari 2025  | Cairns, Kuranda, Groot Barrièrerif                                                | 176.769     |
| 2    | 30 januari 2025  | Smithfield, Babinda, Townsville, Airlie Beach, Pinkstereilanden, Whitehaven Beach | 219.060     |
| 3    | 6 februari 2025  | Capricorn Caves, Coowonga, Hervey Bay                                             | 197.132     |
| 4    | 13 februari 2025 | K'gari, Boorangoora, Eli Creek, Beerwah, Brisbane                                 | 160.965     |
| 5    | 20 februari 2025 | Gold Coast, Oxenford, Gilston                                                     | 144.158     |
| 6    | 27 februari 2025 | Springbrook, Byron Bay                                                            | 166.725     |
| 7    | 6 maart 2025     | Coffs Harbour, Bellingen, Hunter Valley                                           | 169.636     |
| 8    | 13 maart 2025    | Sydney                                                                            | 156.376     |

### Seizoen 5
Begin juni 2025 werkt bekent gemaakt dat er toch een nieuw seizoen komt waarin de familie Gooris elke aflevering een Citytrip zal doen. 
| Afl. | Uitzenddatum | Locatie(s) | Kijkcijfers |
| ---- | ------------ | ---------- | ----------- |
| 1    |              |            |             |